# Hans Dominik Turnovszky

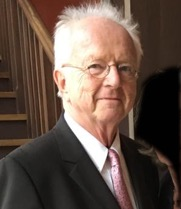
Hans Turnovszky

Hans Dominik Turnovszky (* 8. November 1942 in Gleiwitz, heutiges Oberschlesien) ist ein österreichischer Hotelier, der in internationalen Häusern in Europa, Afrika, Asien und Amerika tätig war.

## Werdegang
Nach der Volksschule im 9. Bezirk in Wien besuchte er das Stiftsgymnasium Seitenstetten und das Gymnasium Wasagasse in Wien. Von 1956 bis 1959 arbeitete er im berühmten Hotel Sacher in Wien, wo er seine gastgewerbliche Grundausbildung erhielt. Ausbildung zum Hotelmanager in der Schweiz, Bad Wiessee, Deutschland und an der Cornell University, Connecticut, USA. Von 1963 bis 1969 übernahm er Aufgaben bei Intercontinental Hotels in Frankfurt, Hannover und Irland. 1969 bis 1970 arbeitete er im Royal Garden Hotel, London, und von 1970 bis 1971 als stellvertretender Direktor im Apollo Hotel (heute Sheraton) in Kampala, Uganda. Diese Aufgabe beinhaltete die enge Zusammenarbeit mit der österreichischen Botschaft in Nairobi, Kenia, die zu dieser Zeit für sieben afrikanische Länder zuständig war. Insbesondere während des Ausnahmezustandes in Uganda nach der Machtübernahme durch Idi Amin diente Turnovszky als Kontaktperson zum österreichischen Botschafter.
Von 1971 bis 1973 war er Prokurist der Kempinski Hotels mit Sitz im Hamburger Hotel Atlantic. 1974 bis 1976 leitete er als Geschäftsführer der Scottish and Newcastle Gesellschaft das Resort Hotel in Saint Cyprien, Südfrankreich. 1976 bis 1980 Hoteldirektor im „The Regent of Manila“ (heute "The Heritage") Hotel Manila, Philippinen. Auch hier enge Zusammenarbeit mit der österreichischen Handelsvertretung und dem österreichischen Generalkonsulat. Er brachte österreichische Künstler nach Manila, so etwa Hubert Aratym, für den er Vernissagen organisierte. Er war Ansprechperson für Besuche auch im Rahmen der José Rizal Verbindung zu Österreich. 1980 bis 1984 Generaldirektor im Kapalua Bay Hotel, Maui, Hawaii und Gründung des Annual Kapalua Wine & Food Festival mit internationalen Winzern für Weinliebhaber und Gourmets. 1984 bis 1989 Generaldirektor der Lodge at Vail (der damaligen englischen Orient Express Hotel Group, heute Belmond Ltd.) in Vail Colorado, war er maßgeblich beteiligt an der Organisation der alpinen Skiweltmeisterschaften 1989. Von 1989 bis 1995 war er Generaldirektor des Phoenician Hotel Resort in Scottsdale, Arizona.
1995 bis 1998 Leitung des ANA Grand Hotels in Wien. 1998 Ehrung als Hotelier des Jahres im ANA Grand Hotel. Auszeichnung von Gault-Millau. 1998 bis 2000 Geschäftsführer der "Rafael Hotel Gruppe" mit Sitz in Monte Carlo, verantwortlich für alle Rafael Hotels. 2000 bis 2001 war er als Direktor des Grand America Hotels in Salt Lake City an der Vorbereitung und Organisation der olympischen Winterspiele in Salt Lake City 2002 beteiligt. Rückkehr nach Wien, wo er von 2001 bis 2009 die Aufgaben als Generaldirektor und Präsident der "Austria Hotels International" Gruppe übernahm. Er war bis zu seiner Pensionierung 2009 verantwortlich für insgesamt neun Hotels der Gruppe in Tschechien, Niederösterreich und Wien.
Turnovszky ist seit 1995 Mitglied des traditionsreichen Wiener Techniker Cercle. Seit 1978 ist er mit der deutschen Staatsbürgerin Silke Turnovszky geb. Schütze verheiratet und lebt mit ihr seit 2009 in Salzburg. Sie haben eine Tochter Elisabeth, die mit ihrer Familie in Wien lebt.
Sein Neffe Stephan Turnovszky ist katholischer Weihbischof in der Erzdiözese Wien und Bischofsvikar im Vikariat Unter dem Manhartsberg.

## Auszeichnungen
- 1997 erhielt er das Goldene Verdienstzeichen des Landes Wien.
- 1996 für sein unermüdliches Engagement in Afrika, Asien und Amerika mit dem Silbernen und
- 2003 mit dem Goldenen Ehrenzeichen für Verdienste um die Republik Österreich ausgezeichnet.
- 2003 wurde er vom Bundeskanzler Wolfgang Schüssel mit der Ernennung zum Kommerzialrat für Statistik geehrt.